# پرومنیک (استان اشوی‌داشکسیه)
پرومنیک (به لهستانی: Promnik) یک منطقهٔ مسکونی در لهستان است که در گمینا ستراوچن واقع شده‌است. پرومنیک ۱٬۵۰۰ نفر جمعیت دارد.